# Fährten (Drama)
Fährten ist ein Schauspiel in drei Akten von Ferdinand Bruckner. Es entstand 1947 und wurde am 8. Mai 1948 am Akademietheater in Wien uraufgeführt. Im selben Jahr erschien die Buchausgabe im Wiener Schönbrunn-Verlag sowie im Ahn & Simrock Bühnen- und Musikverlag. Die Erstaufführung in Deutschland fand am 31. August 1949 in Köln statt.

## Handlung
Herr Pless ist mit seiner Frau, die immer melancholisch ist und abwesend wirkt, unglücklich. Er betrügt sie häufig, auch mit seiner Magd Lene. Als Frau Pless erfährt, dass Lene ein Kind von ihrem Mann erwartet, nimmt sie sich das Leben.
Der Tod von Frau Pless wird ihrem Mann zur Last gelegt, und Lene begeht einen Meineid, als sie vor Gericht gegen ihn aussagt. Lene kämpft für ihr Recht und für das ihres Kindes; durch den Meineid will sie eine Ehe zwischen Pless und einer reichen Witwe verhindern. Der Meineid fliegt auf, Lene muss ins Gefängnis, findet am Ende aber wieder mit Pless zusammen.

## Kritik
„Hier hat Bruckner [...] zur Einfachheit des Natürlichen, rein Menschlichen gefunden. „Ein Kind und seine Mutter, das ist ewig“, dieser starke Satz, Lene in den Mund gelegt, enthält Sinn und Anliegen des Stückes. Es ist ein Lehrstück vom Recht des Kindes. Es geht um das ewige Geheimnis der Mutterschaft, um die „Legimität des Lebens“[...]. Die Gefahr gedanklicher Ueberspitzung hat Bruckner durch die doppelbödige, bildhafte Einfachheit seiner kunstreich geführten Dialoge vermieden. Für gelegentliche Längen entschädigt dramaturgisch die kriminalistische Aufzäumung, die den vielgewandten Theatermann verrät.“

## Adaptionen
1951 produzierte der RIAS Berlin eine Hörspiel-Adaption unter der Regie von Hanns Korngiebel. 1960 folgte ein Fernsehspiel des Bayerischen Rundfunks unter der Regie von Michael Kehlmann.